# 三星Galaxy Z系列

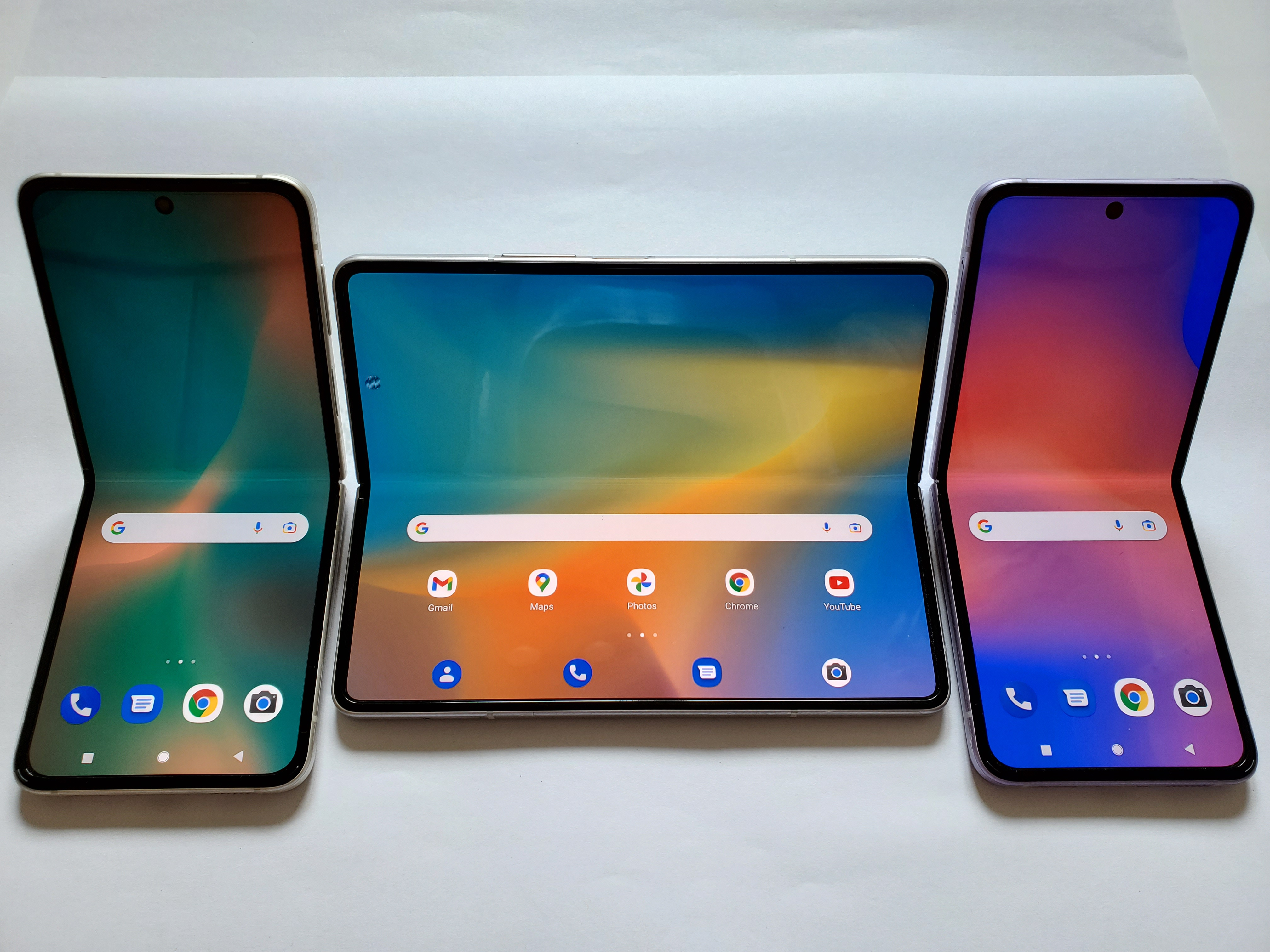
三星Galaxy Z Flip 3與Galaxy Z Fold 3

三星Galaxy Z系列是三星电子旗下Galaxy系列推出的可摺疊式智慧型手機系列產品，是全世界最多人使用的摺疊手機產品。Galaxy Z系列和Galaxy S系列、Galaxy Note系列同樣是三星Galaxy的旗艦級行動裝置產品線。在Galaxy Z Flip发布后，三星未来會將所有新發佈的可折叠式智慧型手机歸類為Galaxy Z系列。三星在接受彭博新闻社采访时表示之所以要將可摺疊式智能手機歸類為Galaxy Z系列，是因为Z這個字母能直观地表示折叠這類形狀。
本系列細分有Z Fold和Z Flip兩個子系列，均採用內折式設計，前者的摺疊型態類似書本，後者的摺疊型態類似早期的翻蓋式手機。自2021年Note系列停產之後，本系列取代其成為下半年Galaxy Unpacked的主要發布產品。

## 手机
- 三星Galaxy Fold（2019）
- 三星Galaxy Z Flip（2020）
- 三星Galaxy Z Flip 5G（2020）
- 三星Galaxy Z Fold 2 5G（2020）
- 三星Galaxy Z Flip 3 5G（2021）
- 三星Galaxy Z Fold 3 5G（2021）
- 三星Galaxy Z Flip 4（2022）
- 三星Galaxy Z Fold 4（2022）
- 三星Galaxy Z Flip 5（2023）
- 三星Galaxy Z Fold 5（2023）
- 三星Galaxy Z Flip 6（2024）
- 三星Galaxy Z Fold 6（2024）
- 三星Galaxy Z Fold SE（2024）
- 三星Galaxy Z Flip 7（2025）
- 三星Galaxy Z Flip 7 FE（2025）
- 三星Galaxy Z Fold 7（2025）

## 相關事件
2022年後，Z在俄羅斯流行文化中用作支持入侵烏克蘭的標誌，因此三星電子在愛沙尼亞、拉脫維亞、立陶宛三國銷售的Galaxy Z Fold及Z Flip系列移除其名稱當中的拉丁字母Z，改稱「Galaxy Fold」及「Galaxy Filp」。